# Bunker (Missouri)
Bunker és una població dels Estats Units a l'estat de Missouri. Segons el cens del 2000 tenia 427 habitants.

## Demografia
Segons el cens del 2000, Bunker tenia 427 habitants, 176 habitatges, i 111 famílies. La densitat de població era de 253,6 habitants per km².
Dels 176 habitatges en un 33% hi vivien nens de menys de 18 anys, en un 45,5% hi vivien parelles casades, en un 13,6% dones solteres, i en un 36,4% no eren unitats familiars. En el 31,8% dels habitatges hi vivien persones soles el 15,3% de les quals corresponia a persones de 65 anys o més que vivien soles. El nombre mitjà de persones vivint en cada habitatge era de 2,36 i el nombre mitjà de persones que vivien en cada família era de 2,96.
Per edats la població es repartia de la següent manera: un 26,7% tenia menys de 18 anys, un 8,2% entre 18 i 24, un 29,7% entre 25 i 44, un 22,5% de 45 a 60 i un 12,9% 65 anys o més.
L'edat mediana era de 35 anys. Per cada 100 dones de 18 o més anys hi havia 92 homes.
La renda mediana per habitatge era de 19.659 $ i la renda mediana per família de 21.625 $. Els homes tenien una renda mediana de 22.083 $ mentre que les dones 15.417 $. La renda per capita de la població era de 9.671 $. Entorn del 25,2% de les famílies i el 32,3% de la població estaven per davall del llindar de pobresa.

## Poblacions més properes
El següent diagrama mostra les poblacions més properes.